# (1640) Nemo
(1640) Nemo és un asteroide del grup dels asteroides que creuen l'òrbita de Mart i va ser descobert per Sylvain Julien Victor Arend des del Real Observatori de Bèlgica, Uccle, el 31 d'agost de 1951.
Designat al principi com a 1951 QA, després va ser anomenat Nemo, el capità personatge de la novel·la Vint mil llegües de viatge submarí de l'escriptor francès Jules Verne.

## Característiques orbitals
Nemo orbita a una distància mitjana de 2,291 ua del Sol, podent allunyar-se fins a 3,072 ua. Té una excentricitat de 0,3413 i una inclinació orbital de 7,101°. Empra 1266 dies a completar una òrbita al voltant del Sol.